# Neola (Utah)
Neola és una concentració de població designada pel cens dels Estats Units a l'estat de Utah. Segons el cens del 2000 tenia 533 habitants.

## Demografia
Segons el cens del 2000, Neola tenia 533 habitants, 170 habitatges, i 139 famílies. La densitat de població era de 29,4 habitants per km².
Dels 170 habitatges en un 44,1% hi vivien nens de menys de 18 anys, en un 70,6% hi vivien parelles casades, en un 9,4% dones solteres, i en un 18,2% no eren unitats familiars. En el 15,9% dels habitatges hi vivien persones soles el 9,4% de les quals corresponia a persones de 65 anys o més que vivien soles. El nombre mitjà de persones vivint en cada habitatge era de 3,14 i el nombre mitjà de persones que vivien en cada família era de 3,52.
Per edats la població es repartia de la següent manera: un 35,5% tenia menys de 18 anys, un 8,3% entre 18 i 24, un 25,5% entre 25 i 44, un 19,5% de 45 a 60 i un 11,3% 65 anys o més.
L'edat mediana era de 31 anys. Per cada 100 dones de 18 o més anys hi havia 95,5 homes.
La renda mediana per habitatge era de 38.214 $ i la renda mediana per família de 40.625 $. Els homes tenien una renda mediana de 35.500 $ mentre que les dones 25.000 $. La renda per capita de la població era de 13.138 $. Entorn del 10,6% de les famílies i el 14,1% de la població estaven per davall del llindar de pobresa.

## Poblacions més properes
El següent diagrama mostra les poblacions més properes.